# Coubron
Coubron is een gemeente in het Franse departement Seine-Saint-Denis (regio Île-de-France) en telt 4643 inwoners (2005). De plaats maakt deel uit van het arrondissement Le Raincy.

## Geografie
De oppervlakte van Coubron bedraagt 4,1 km², de bevolkingsdichtheid is 1132,4 inwoners per km².
De onderstaande kaart toont de ligging van Coubron met de belangrijkste infrastructuur en aangrenzende gemeenten.

## Demografie
Onderstaande figuur toont het verloop van het inwonertal (bron: INSEE-tellingen).